# らじぽっ!
『らじぽっ!』は、2015年7月9日から超!A&G+で放送されている動画ラジオ番組。

## 概要
パーソナリティが様々な試練・鍛錬をクリアしながら、一流のラジオパーソナリティを目指していく動画ラジオ番組。

## 配信時間
- 超!A&G+（本放送）
  - 隔週木曜日 16:00 - 16:30（2015年7月9日 - 2016年3月24日）
  - 隔週木曜日 16:30 - 17:00（2016年4月7日 - ）
- AG-ON
  - 本放送の翌週 隔週木曜日（2015年7月16日 - 2017年2月2日）
- AG-ON Premium
  - 本放送の翌週 隔週木曜日（2017年2月16日 - ）

## 番組名
番組名は、3ヶ月毎に交代するパーソナリティ（主にA&Gアカデミー「ラジオパーソナリティ」コース卒業生が務める。）と、固定パーソナリティの後に「らじぽっ!」を繋げている。
| 番組名                          | 開始日         | 終了日         |
| ------------------------------- | -------------- | -------------- |
| 青野菜月と和田京子のらじぽっ!   | 2015年07月09日 | 2015年10月01日 |
| 吉野楓と和田京子のらじぽっ!     | 2015年10月08日 | 2015年12月17日 |
| 里大哉と和田京子のらじぽっ!     | 2016年01月14日 | 2016年03月24日 |
| こだまと和田京子のらじぽっ!     | 2016年04月07日 | 2016年06月16日 |
| 井上奈菜と和田京子のらじぽっ!   | 2016年07月14日 | 2016年09月22日 |
| 鍋田雅希と和田京子のらじぽっ!   | 2016年10月06日 | 2016年12月15日 |
| 三葉彩夏と和田京子のらじぽっ!   | 2017年01月12日 | 2017年03月23日 |
| 前田佳奈江と和田京子のらじぽっ! | 2017年04月06日 | 2017年06月15日 |
| 陽向さおりと和田京子のらじぽっ! | 2017年07月13日 | 2017年09月21日 |
| 永坂有理と和田京子のらじぽっ!   | 2017年10月05日 | 2017年12月28日 |
| 玉田るみかと大石歩佳のらじぽっ! | 2018年01月11日 | 2018年03月22日 |
| 山井聖人と大石歩佳のらじぽっ!   | 2018年04月05日 | 2018年06月14日 |
| 岩隈晋太郎と大石歩佳のらじぽっ! | 2018年07月12日 | 2018年09月20日 |
| 市原えりさと大石歩佳のらじぽっ! | 2018年10月04日 | 2018年12月13日 |
| pechiと大石歩佳のらじぽっ!      | 2019年01月10日 |                |

## テーマソング
オープニングテーマ
「ココロメッセージ」（歌 - 和田京子）
エンディングテーマ
「芽吹き」（歌 - 和田京子）